# Aleksandr Kurînov
Aleksandr Kurînov (n. 18 iulie 1934, Urșelski⁠(d), RSFS Rusă, URSS – d. 30 noiembrie 1973, Kazan, RSFS Rusă, URSS) a fost un halterofil ce a reprezentat Uniunea Republicilor Sovietice Socialiste, medaliat olimpic. A participat la o ediție a Jocurilor Olimpice (1960) în care a câștigat o medalie de aur.

## Participări
Lista de mai jos prezintă principalele competiții la care a participat Aleksandr Kurînov de-a lungul carierei.
- Sollevamento pesi ai Giochi della XVII Olimpiade - Pesi medi[*]